# Hoya obscura
Hoya obscura ist eine Pflanzenart der Gattung der Wachsblumen (Hoya) aus der Unterfamilie der Seidenpflanzengewächse (Asclepiadoideae). Sie ist im südlichen Teil der Insel Luzon (Philippinen) beheimatet.

## Merkmale
Hoya obscura wächst epiphytisch, windend mit buschigem Wachstum. Die Hauptwurzeln sind fest und stark gewunden.  Die kahlen, mit einem Durchmesser von 5 bis 8 mm im Querschnitt stielrunden Sprossachsen verzweigen sich bereits nahe ihrer Basis, die etwa verholzt sein kann.
Die Laubblätter stehen oft gegenständig über die gesamte Sprossachse verteilt. Die kahlen Blattstiele sind etwa 0,5 bis 1,5 cm lang und auf der Oberseite eingetieft. Die einfachen Blattspreiten sind hellgrün, kahl, glatt und glänzend, besonders auf der Blattoberseite. Sie sind sehr variabel in der Größe, jedoch variiert die Form kaum. Sie sind elliptisch bis länglich-oval, mehr oder weniger zugespitzt am Ende und messen bis 10 cm in der Länge und bis 4 cm in der Breite. Die kleineren Blätter sind fast elliptisch, die größeren Blätter länglich-oval. Die Basis der Blattspreite ist breit gerundet oder auch keilförmig. Die Blattadern sind gut sichtbar, da sie meist etwas dunkler sind. In der Kultur können Blätter bei entsprechender Düngergabe auch bronzerot werden.
Der Blütenstand ist vielblütig mit bis zu 30 Blüten (bis 25 Blüten). Der gestauchte Blütenstandschaft ist ledrig, kahl, steif und bis zu 5 cm lang; er entspringt den Blattachsen. Die Blütenstiele sind ebenfalls kahl und bis 1 cm lang. Der Duft der Blüten wird sehr unterschiedlich beschrieben: "ein leichter Hauch von Lavendelparfüm" oder "frisch geschnittene Citrusfrüchte" oder "subtil gewürzter Honigduft". Die Blüten bleiben etwa 6 Tage geöffnet. Die zwittrigen Blüten sind radiärsymmetrisch und fünfzählig mit doppelter Blütenhülle. Die Kelchblätter sind gerundet, etwa 1,5 mm lang und ebenso breit an der Basis. Die Kronblätterzipfel sind nach außen zum Blütenstiel hin umgebogen. Von oben betrachtet ist die Krone flach, rundlich bis leicht fünfeckig und nur wenig größer (im Durchmesser) als die Nebenkrone. Die Oberseite der Kronblätter ist dicht mit feinen, kurzen Haaren bedeckt. Die Farbe variiert von cremeweiß, hellgelb bis zartrosa und pink. Die Nebenkrone ist hellgelb, gelb oder auch an der Basis der Nebenkronenzipfel rötlich.

## Vorkommen und Systematik
Hoya obscura kommt im südlichen Teil der philippinischen Insel Luzon, in den Provinzen Sorsegon und Laguna vor.
Das Holotypus-Material wurde von A. D. E. Elmer im Juli 1916 in tropischen Wäldern bei Irosin am Vulkan Bulusan in der Provinz Sorsegon (Luzon) gefunden. Die erste Veröffentlichung des Artnamens erfolgte 1923 durch Adolph Daniel Edward Elmer (1870–1942) in Elmer Drew Merrill: An Enumeration of Philippine Flowering Plants, 3, S. 352. Dann erfolgte eine Veröffentlichung durch Adolph Daniel Edward Elmer in Notes on Asclepiadaceae. In: Leaflets of Philippine Botany, 10 (131), Manila 1938, S. 3543–3599 (Beschreibung von Hoya obscura auf den Seiten 3586 und 3587), dies scheint die gültige Erstbeschreibung zu sein. 1986 erfolgte eine weitere Veröffentlichung durch Christine M. Burton: Hoyan, 8,(1), S. 15.